# Кулик Світлана Володимирівна
Кулик Світлана Володимирівна — радянський, український режисер по монтажу.
Народилася 3 січня 1960 р. у с. Андрушівка Житомирської області. Працює на Київській кіностудії ім. О. П. Довженка.

## Фільмографія
Брала участь у створенні фільмів:
- «Грішник» (1988)
- «Передай далі…» (1988)
- «Це ми, Господи!..» (1990)
- «Останній бункер» (1991)
- «Серця трьох» (1992)
- «Цвітіння кульбаби» (1992)
- «Геллі і Нок» (1995) та ін.

## Джерело
- Андрушівка [Архівовано 22 лютого 2014 у Wayback Machine.]